# Frans van Busleyden
Frans van Busleyden of Franciscus Buslidius (Aarlen, omstreeks 1450 – Toledo, 23 augustus 1502) was een Zuid-Nederlands geestelijke en politicus.

## Afkomst en familie
De Busleydens waren handelaars afkomstig uit het dorp Bauschleiden in het hertogdom Luxemburg. Ze speelden een rol van betekenis in Aarlen.
Gilles van Busleyden († ca.1496) trouwde met Isabella de Musset uit Marville en ze hadden vijf zonen, Gilles, Frans, Jeroen, Valerius en Jan, alsook drie dochters Catharina, Margaretha en Jacoba. Gilles senior speelde een belangrijke rol in Aarlen en in het hertogdom Luxemburg, als schepen van de stad en als secretaris en griffier van het leenhof van het hertogdom Luxemburg. Hij werd in 1473 door Karel de Stoute geadeld, uit dankbaardheid voor wat hij had gedaan voor Filips de Goede en voor Elisabeth van Görlitz. Na Nancy in 1477, verdedigde hij het hertogdom Luxemburg tegen de troepen van Lodewijk XI.
Gilles van Busleyden junior (†1536) werd burggraaf van Grimbergen en hoofd van de Rekenkamer van Brabant in 1510. Valerius van Busleyden († ca.1516) werd algemeen ontvanger voor Luxemburg. De bekendste onder de broers was Jeroen van Busleyden.
Frans van Busleyden studeerde aan de universiteiten van Keulen (1468), Dole en Parijs (1471-1473) waar hij promoveerde in de 'artes' en in de godgeleerdheid. Hij zou vervolgens aan de universiteit van Perugia doctor in beide rechten geworden zijn. In 1482 was een Frans van Busleyden ook nog student in Leuven, hoewel het niet zeker is of het hier niet om een homoniem ging.

## Kerkelijke loopbaan
Frans van Busleyden werd priester in het bisdom Trier. Rond 1478 werd hij secretaris van de bisschop van Kamerijk, Hendrik van Bergen. Hij was toen ook al pastoor van de kerk in Aarlen. In 1479 werd hij door de paus aanbevolen om kanunnik te worden in Koblenz. In 1483 werd hij kanunnik van Sint-Lambertus in Luik en in 1485 werd hij tot proost van het kapittel van Sint-Lambertus verkozen. In 1487 werd hij kanunnik van Sint-Pieter in Mainz en in 1488 (tot in 1497) van Sint-Waltrudis in Bergen. Hij werd ook kanunnik van het domkapittel in Kamerijk, de Dom van Trier en de Sint-Pieter-en-Sint-Guidokerk in Anderlecht (1490) en in 1492 werd hij kanunnik en vervolgens in 1492 aartsdiaken van Sinte Goedele in Brussel.
Het is op 23 december 1490 dat hij, in opvolging van Antonius Hanneron tot proost van Sint-Donaas werd verkozen. Deze verkiezing werd zes jaar lang aangevochten door Jan Carondelet junior, zoon van de Bourgondische kanselier Jan I Carondelet. Op 28 maart 1497 won Busleyden definitief het pleit. Carondelet zou nog dertig jaar moeten wachten voor hij zelf proost van Sint-Donaas werd. Wanneer Filips de Schone in die dagen zijn Blijde Intrede in Brugge deed, las Busleyden het Evangelie voor tijdens de dienst in de Sint-Donaaskerk. In 1498 werd hij proost van de Onze-Lieve-Vrouwekerk in Antwerpen, ook al liet hij weten dat hij niet in deze stad kon resideren.
Ook nog in 1498 werd Busleyden, na bemiddeling van Filips de Schone door het kapittel verkozen tot aartsbisschop van Besançon en op 21 november 1499 deed hij zijn Blijde Intrede en bleef hij gedurende een aantal maanden ter plekke om de administratie van zijn aartsbisdom op punt te stellen en vervolgens het bestuur over te laten aan zijn suffragaanbisschop. In maart 1502 werd hij ook nog aartsdiaken voor Essex in de kathedraal(?) van Londen. Hij was ondertussen al, opnieuw op verzoek van Filips de Schone, door de paus in het geheim tot kardinaal verheven, maar hij overleed voor dit kon geofficialiseerd worden.
Frans van Busleyden was promotor van de devotie tot Onze Lieve Vrouw van de VII Weeën. In Sint Donaas stichtte hij een kapel ter ere van de heilige Jeroen. Hij was ook een aanzienlijk weldoener van de kartuizers en deed schenkingen aan de kartuizers van Scheut, aan de kartuize Sint-Katharina op het Kiel in Antwerpen, aan die van Herne bij Edingen, aan die van Leuven.

## De staatsman en diplomaat
Frans van Busleyden kwam aan het Hof nadat hij was uitgekozen door keizer Maximiliaan I, maar vooral door Margaretha van York, als leermeester van Filips de Schone, opdracht die hij vervulde van 1483 tot 1495. Na 1495 vervulde hij allerhande hoge functies aan het Hof, waarbij hij steeds in de onmiddellijke nabijheid van de prins vertoefde. Beiden zouden het steeds uitstekend met elkaar stellen en Busleyden zou een van de belangrijkste adviseurs van de prins worden. Voor sommigen is het onmogelijk Filips de Schone en zijn politiek te begrijpen, zonder rekening te houden met Busleyden, een van de voornaamste acteurs, zo niet de inspirator van deze politiek.
Enkele data uit zijn curriculum:
- 1486: gemengd in de discussies ingevolge de onlusten in het prinsbisdom Luik.
- april 1489: besprekingen met vertegenwoordigers van de Franse koning in Doornik
- juni 1489: besprekingen met Maximiliaan
- juni 1489: besprekingen met de ambassadeurs van de Franse koning in Mainz
- juli 1489: onderhandelingen met de Fransen in Frankfurt
- september 1489: in ambassade naar de Franse koning
- 30 oktober 1489: Verdrag van Montils-lès-Tours. Erkenning door de Franse koning van Maximiliaan als voogd en 'mambour' van zijn zoon in de Lage Landen.
- 20 maart 1490: in Rennes, onderhandelingen voor het huwelijk van Maximiliaan met Anna van Bretagne
- 10 april 1490: In Aken voor het Verdrag van verzoening tussen de prins-bisschop van Luik en de familie de la Marck.
- 1492: onderhandelingen in Sluis met Filips van Kleef
- 23 mei 1493: ondertekening van het Verdrag van Senlis, na besprekingen in Peronne
- 9 september 1494: aanwezigheid op de Blijde Intrede van Filips de Schone in Leuven.
- Werd lid van de nieuwe 'Grote Raad' en werd een van de 3 clerici in de 'Geheime Raad'. Had de opdracht bestendig aan de zijde van de prins, zijn leerling, te blijven.
- december 1494: naar Maximiliaan in Amiens
- april 1495: aanwezig op de Rijksdag in Worms waar hij op 23 april de huwelijkscontracten ondertekende van Filips de Schone met Johanna van Castilië en van Margaretha van Oostenrijk met Don Juan, prins van Asturië.
- 5 november 1495: in Mechelen. Als apostolisch en keizerlijk notaris ratificeerde hij de huwelijkscontracten en liet ze ondertekenen door onder meer Filips en Margaretha.
- 14 december 1495: voorbereiding van de delegatie die naar Engeland vertrok voor handelsverdrag tussen dit land en Vlaanderen, dat op 24 februari 1496 in Londen ondertekend werd.
- 11 april 1496: in het Paleis van Brussel als getuige bij het ratificering van het huwelijk van Filips
- 1496: zware meningsverschillen over de te voeren politiek tussen Maximiliaan en Filips. Deze laatste werd ondersteund (gedwongen zegde Maximiliaan) door zijn 'Belgische' entourage. Maximiliaan wilde dat de Bourgondische Nederlanden mee de oorlog tegen Frankrijk financierden. Koploper bij de opossanten was Busleyden, die met Frankrijk op goede voet wilde blijven leven, in de geest van het Verdrag van Senlis.
- 27 mai 1496: ontmoeting Maximiliaan en Filips (bijgestaan door Busleyden) in Ulm.
- 28 juni - 5 juli: verdere discussies in Innsbruck.
- 2 - 4 augustus 1496: verdere besprekingen in Imst.

Tijdens die besprekingen bleek de fundamentele oppositie tussen vader en zoon, meer bepaald betreffende de verhoudingen met Frankrijk. Busleyden bleef enkele dagen napraten met Maximiliaan, die hem echter niet kon overtuigen om zijn politiek aan te kleven.
Maximiliaan hield Busleyden verantwoordelijk voor de koppigheid van Filips en eiste zijn vertrek.
- 24 augustus 1494: op weg naar Lindau voor de Rijksdag, liet Filips aan Maximiliaan weten dat hij Busleyden, erg ongaarne, voor de duur van vier maanden had weggestuurd.
- september 1494: op de terugweg werd Busleyden in Keulen al in zijn leidende functies hersteld.
- 19 oktober 1496: hij begeleidde Johanna van Castilië naar Lier, waar ze Filips de Schone ontmoette. Op 20 oktober zegende Hendrik van Bergen, bisschop van Kamerijk, in de Sint-Gummaruskerk het huwelijk in. Busleyden stelde er het proces-verbaal van op.
- 12 juli 1497: in Den Haag ondertekende hij mee de oorkonde waarbij Willem van Croÿ-Chièvres grootbaljuw van Henegouwen werd.
- 2 augustus 1498: Busleyden opende onderhandelingen met koning Lodewijk XII die uitmondden op een verdrag, tegen de wil van Maximiliaan. Filips zou leenhulde betuigen tegenover de koning voor de territoria die hiervoor in aanmerking kwamen en hij verzaakte aan zijn dynastieke aanspraken op Bourgondië.
- 13 augustus 1498: verdrag goedgekeurd in Brussel door Filips de Schone. Maximiliaan aanvaardde deze overeenkomsten niet en oefende druk uit op zijn zoon dat hij het verzaken aan door Frankrijk ingepalmde territoria niet zou bekrachtigen. Hier opnieuw werd de hand van Busleyden in gezien.
- 5 juli 1499 Filips reisde naar Arras waar hij leenhulde bracht voor het graafschap Vlaanderen en Artesië.
- 22 oktober 1499 - 17 juni 1500, reis van Busleyden in de heerlijkheden Noyers en Château-Chinon en in het Franche-Comté. Naast de activiteiten in functie van het organiseren van zijn aartsbisdom, werkte hij ook hard aan allerhande aangelegenheden van ambtelijke of financiële aard in het belang van de aartshertog.
- 22 september 1500: de competenties en privileges van de universiteit van Leuven werden door Filips de Schone drastisch ingekrompen. Busleyden bepleitte de zaken van de universiteit. Er kwam een overeenkomst onder vorm van een concordaat op 17 december 1500.
- 1 november 1500 - 14 juni 1501: naar Spanje om er de komst voor te bereiden van Filips en Johanna, nu zij erfgename was geworden van het koninkrijk, na de dood van haar broer Miguel.
- 28 juni 1501: naar Lyon voor onderhandelingen met Lodewijk XII over de vrede tussen Frankrijk en Bourgondië en over het voorgenomen huwelijk van Karel (de toekomstige keizer Karel V, amper één jaar oud) met Claudia van Frankrijk.
- 4 november 1501: vertrek Filips en Johanna naar Spanje over Frankrijk.
- 7 december 1501: in Blois bij Lodewijk XII.
- 13 december 1501: verdrag tussen Lodewijk XII en Filips, als bevestiging van het Verdrag van Trente.
- 5 februari 1502: aankomst in Burgos
- 27 april 1502: aankomst in Madrid
- 22 mei 1502: aankomst in Toledo. Opnieuw hevige discussies over de pro en contra clans van verstandhouding met Frankrijk. De contra's werden weer naar de Nederlanden gestuurd.
- 16 augustus 1502: ziekte van Busleyden
- 22 augustus: laatste onderhoud met Filips de Schone
- 23 augustus 1502: overlijden van Busleyden in het klooster Santa Maria de Montesion in San Bernardo bij Toledo.

## Frans van Busleyden en Erasmus
Erasmus werd secretaris van Hendrik van Bergen, de bisschop van Kamerijk, functie die Busleyden voor hem had uitgeoefend. In zijn brieven heeft Erasmus het bij herhaling over Busleyden. In een brief van september 1502 insinueert hij dat Busleyden vergiftigd werd.
Dat hij een hoge dunk had van zijn vriend blijkt uit de lofrede die hij over hem uitsprak in het bijzijn van Filips de Schone op 6 januari 1504: « Le genre d'homme que vos délices d'Altesse à avoir comme conseiller n'est abondement prouvé que par un seul nom, que de François de Busleyden, archevêque de Besançon, de mémoire bénie, qui était votre guide et mentor dans l'enfance et votre tuteur dans le bien, un homme naît entièrement pour la gloire et les choses les plus hautes, formé pour le servie de son pays, façonné pour l'ornement d'une cour princière, le don du Ciel, en fait, à conserver, pardonner et améliorer la grandeur de votre royaume. Il était certes à vous ce que Nestor était à Agamemnon etc. »
Bij de kartuizers van Leuven hingen twee epitafen ter nagedachtenis van Busleyden, die eveneens zijn toegeschreven aan Erasmus. De eerste luidde:
« {Moi} Busleyden, je suis le pontife de Besançon l'artisan de la paix bienfaisante, l'ennemi de Mars {la guerre} et l'amant des ducs. Le Luxembourg m'a donné à la terre, l'Espagne aux Parques mais s'est embellie d'hommes illustres. J'ai envoyé mon coeur à Besançon, j'ai laissé mes os à Tolède. Un roi bon et la patrie ont pleuré le mort. Ce que le diamant était pour Magnésie, le fidèle Achate pour Enée, ce que la bienfaisante Vénus était pour Mars, Egérie pour Numa, cela François de Busleyden l'était pour la patrie et pour le roi Philippe, rétablissant les traités, fuyant les guerres. Rendez donc tous les hommages et les devoirs à celui qui est dans le tombeau que, à bon droit, chacun reconnaît comme père ».
De tweede: « Je suis luxembourgeois pour la patrie, je suis d'une race illustre, la lumière sera ici plus claire par notre éclat. Le grand roi Philippe d'Autriche s'est réjoui de mon apprentissage. Je l'ai suivi jusqu'en sol espagnol. J'ai réconcilié des rois, rédigé des traités de paix. J'ai servi de conseiller pour le roi et la patrie. Mars se plaint du coup, la mort cruelle se venge de celui qui se plaint. La mort m'a pris dans sa rage et celui la {Mars la guerre} revient. Tu as nommé un être exceptionnel et né pour orné les cours de hauts princes. Qui ne pourrait pas vénérer ce grand François de Busleyden, archevêque de Besançon, qui à lui seul fut plusieurs Nestor pour Philippe le fils du grand Maximilien, le père de Charles qui sera encore plus grand. Heureux serions nous si le sort n'avait pas été jaloux de cet homme sur terre. Quel grand bienfaiteur il était pour les études autant que pour les talents. Mais il a laissé deux frères Gilles un homme de jugement et de prudence admirable et Jérôme. »
In de kapel van Onze-Lieve-Vrouw-van-Blindekens in Brugge
bevindt zich een votiefsteen die de herinnering van Busleyden eert en die afkomstig is uit de Sint-Donaaskathedraal.